# رافاييل توريبيو
رافاييل توريبيو (بالإسبانية: Rafael Toribio) هو لاعب كرة قدم مكسيكي، ولد في 21 أغسطس 1953 في مدينة مكسيكو في المكسيك. لعب مع كروز آزول.

## وصلات خارجية
- رافاييل توريبيو على موقع قاعدة بيانات كرة القدم.إي يو (الإنجليزية)
- رافاييل توريبيو على موقع ناشيونال فوتبول تيمز (الإنجليزية)
- رافاييل توريبيو على موقع عالم كرة القدم.نت (الإنجليزية)
- رافاييل توريبيو على موقع اللجنة الأولمبية الدولية (الإنجليزية)
- رافاييل توريبيو على موقع أوليمبيديا (الإنجليزية)